# Coniolo
Coniolo est une commune italienne de la province d'Alexandrie dans le Piémont en Italie.

## Administration
| Période                                  | Période | Identité | Étiquette | Qualité |
| ---------------------------------------- | ------- | -------- | --------- | ------- |
|                                          |         |          |           |         |
| Les données manquantes sont à compléter. |         |          |           |         |

### Communes limitrophes
Casale Monferrato, Morano sul Po, Pontestura

## Culture

### Musée ethnographique des mines
Le Musée Ethnographique des Mines «Coniolo La ville qui a vécu deux fois», situé dans la Mairie, raconte l'histoire de l'exploitation minière de la marne de ciment, qui a commencé dans la seconde moitié du XIXe siècle et s'est poursuivie pendant une centaine d'années, laissant sur le territoire des signes forts et encore lisibles qui racontent une histoire qui appartient aux générations actuelles et futures.